# Getz at the Gate
Getz at the Gate (Live at the Village Gate, Nov. 26, 1961) ist ein Jazzalbum von Stan Getz und seinem Quartett, bestehend aus Steve Kuhn (Piano), John Neves (Bass) und Roy Haynes (Schlagzeug). Der Mitschnitt entstand bei einem Auftritt am 26. November 1961 im Jazzclub The Village Gate, New York City. Die Aufnahmen erschienen am 14. Juni 2019 bei Verve Records.

## Hintergrund
Nachdem Stan Getz zweieinhalb Jahre in Dänemark gelebt hatte, kehrte er Anfang 1961 in die USA zurück, „um eine Jazzwelt im Wandel zu erleben“, schrieb Chris May. „Ornette Coleman trug die Fackel des Free Jazz, Miles Davis hatte modalen Jazz in den Mainstream gebracht“ und John Coltrane hatte sich von Sonny Rollins abgesetzt, um der herausragende Tenorsaxophonist der New Yorker Szene zu werden. Getz habe erkannt, schrieb May weiter, „dass er nicht einfach dort weitermachen konnte, wo er aufgehört hatte, wenn er seinen Platz an der Spitze behalten wollte. Er wollte weder Modaler- noch Free-Jazz-Spieler werden, aber er war bereit, sich ein wenig neu zu kalibrieren.“
Stan Getz hatte zunächst Anfang 1961 bei Studioterminen für Verve mit mehreren Quartett-Formationen gespielt; mit Victor Feldman, Sam Jones und Louis Hayes (20. Februar). Am folgenden Tag stellte Getz eine neue Quartettbesetzung zusammen, bestehend aus dem Pianisten Steve Kuhn, der 1960 kurz Mitglied von Coltranes Quartett gewesen war, dem Bassisten Scott LaFaro, der gerade Colemans Band verlassen hatte, und dem Schlagzeuger Roy Haynes, mit dem Getz zum ersten Mal in den 1940er-Jahren zusammengearbeitet hatte. Getz nahm die Gruppe im März 1961 für sein New Yorker Comeback in den Village Vanguard auf. Eine Rezension in The New York Times berichtete, dass Getz „ein viel wagemutigerer Musiker“ war als bei seinem letzten Auftritt in der Stadt. Das Quartett spielte im Juli ein gefeiertes Set beim Newport Jazz Festival. Tragischerweise kam der Bassist La Faro vier Tage später bei einem Autounfall ums Leben.

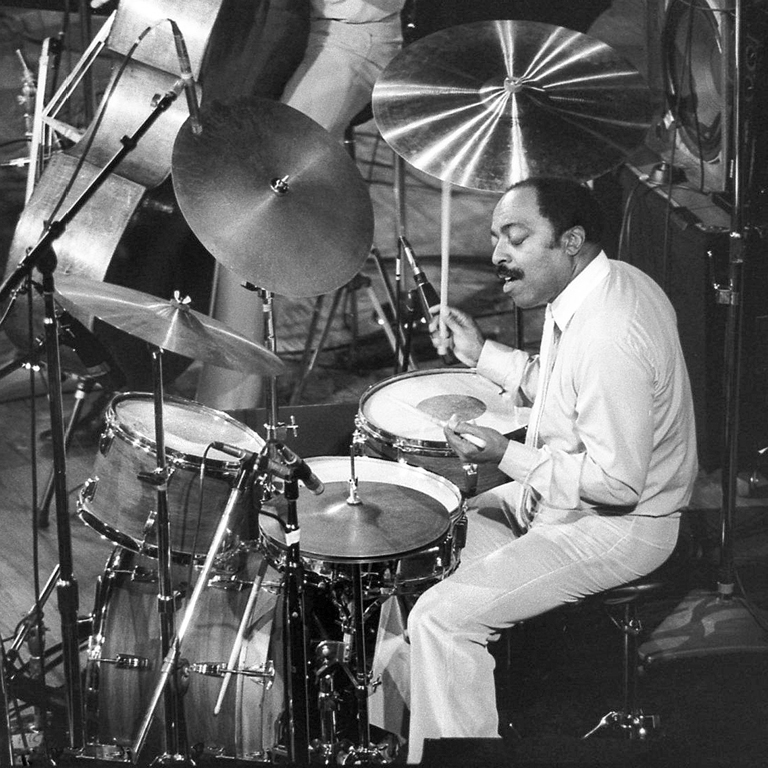
Roy Haynes (1981)

Am 11. und 18. November 1961 gastierte Getz dann mit Kuhn, Jimmy Garrison und Roy Haynes im New Yorker Jazzclub Birdland, kurz danach im Village Gate. Für Garrison kam nun der Bassist John Neves in das Quartett. Mit ihm, Steve Kuhn, Roy Haynes und dem Ventilposaunisten Bob Brookmeyer hatte Getz bereits im September das Studioalbum Recorded Fall 1961 (Verve) einspielt, bevor die Mitschnitte im Village Gate (allerdings ohne Brookmeyer) entstanden. „Trotz ihrer Qualität wurden Recorded Fall 1961, Focus und Getz at the Gate von den Ereignissen überholt“, schrieb Chris May. Anfang 1962 erschienen die Aufnahmen von Getz’ Bossa-Nova-Debüt Jazz Samba (Verve, 1962); wegen des großen Erfolgs dieser Musik wurden die anderen Projekte von Getz ausgesetzt. Recorded Fall 1961 und Focus schieden aus dem Promotion-Programm des Labels aus, Getz at the Gate lag fortan vergessen in den Archiven. Erst im Juni 2019 wurde das Album erstmals veröffentlicht.

## Musik des Albums
Die Set-Listen von Getz at the Gate stammen größtenteils aus dem Great American Songbook, mit dem sich Getz einen Namen gemacht hatte; hinzu kamen mehrere Jazzstandards – Gigi Gryces „Wildwood“, „Woody ’n’ You“ von Dizzy Gillespie und Sonny Rollins’ „Airegin“. Die Show endet mit einer Gegenüberstellung des frühen Modernismus – „52nd Street Theme“ von Thelonious Monk und einer Anspielung auf Lester Young, Getz’ größten Einfluss, mit einem bluesgetränkten „Jumping with Symphony Sid“.

## Titelliste

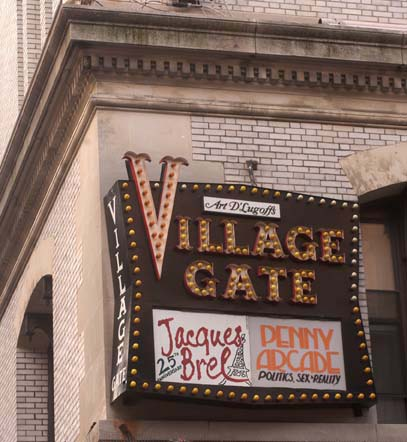
Logo des Village Gate

- Stan Getz: Getz at the Gate (Live at the Village Gate, Nov. 26, 1961) (Verve UCCV-1175/6)[4]
  - CD 1
    1. Announcement By Chip Monck 0:26
    2. It’s Alright With Me (Cole Porter) 7:49
    3. Wildwood (Gigi Gryce) 9:20
    4. When the Sun Comes Out (Harold Arlen, Ted Koehler) 6:20
    5. Impressions (John Coltrane) 11:50
    6. Airegin (Sonny Rollins) 8:35
    7. Like Someone in Love (Jimmy Van Heusen, Johnny Burke) 9:45
    8. Woody ’N You (Dizzy Gillespie) 8:29
    9. Blues (Stan Getz) 10:23

  - CD 2
    1. Where Do You Go? (Alec Wilder, Arnold Sundgaard) 5:02
    2. Yesterday’s Gardenias (Dick Robertson) 8:19
    3. Stella by Starlight (Ned Washington, Victor Young) 7:25
    4. It’s You or No One (Jule Styne, Sammy Cahn) 9:01
    5. Spring Can Really Hang You Up the Most (Fran Landesman, Tommy Wolf) 6:58
    6. 52nd Street Theme (Thelonious Monk) 14:18
    7. Jumpin’ with Symphony Sid (Lester Young) 14:58

## Rezeption
Chris May schrieb in All About Jazz, Getz at the Gate sei (nach Moments in Time) „eine weitere wichtige Ergänzung zu Getz’ Katalog“. Getz’ Lesarten des Materials „reichen von üppig und intim über wilde und stampfende Melodien bis hin zu improvisierten Melodien, die so schön sind wie die Melodien, in denen sie geerdet sind. Eine großartige Lesart von Harold Arlens ‚When the Sun Comes Out‘ ist einer der Höhepunkte“, so der Autor. Der Ungewöhnlichste unter den Titeln sei „Impressions“, die Melodie, die John Coltrane aus Miles Davis’ „So What“ (aus dem Davis-Album Kind of Blue, 1959) überarbeitet hatte. Es wäre faszinierend gewesen zu hören, wie Getz Coltranes Stück spielt, aber enttäuschenderweise setzt er bei der Nummer aus; sie ist ein Trio-Feature für Steve Kuhn, der sie als Mitglied von Coltranes Band dargeboten hatte. Was die Raritäten betrifft, enthalte Getz at the Gate die einzigen bekannten Getz-Aufnahmen von „52nd Street Theme“ von Thelonious Monk, „It’s Alright with Me“ von Cole Porter und „Yesterday’s Gardenias“ von Dick Robertson. Getz At The Gate habe einige Längen in Form von ein paar zu vielen Bass-Soli, kritisiert May. „Aber so war das kleine Gig-Paradigma der Zeit“, resümiert der Autor. „Getz ist durchweg in hervorragender Form und davon kann man nicht genug bekommen.“
Thom Jurek verlieh dem Album in Allmusic vier (von fünf) Sterne; seiner Ansicht nach zeigten sich die Einflüsse der neuen musikalischen Richtungen – von Getz von Europa aus beobachtet – die dann bei Focus und Jazz Samba wieder verflogen sein würden. Die Mitschnitte enthielten nach Ansicht Jureks „jede Note der sengenden Leistung des Quartetts in New York. Getz’ reichhaltiger Ton, seine Soli und sein treibendes rhythmisches Streben werden früh in einer stürmischen, bop-haften Lesart von Cole Porters ‚It’s Alright with Me‘ präsentiert.“ Getz und seine Band zeigten nach Ansicht Jureks „auch ihre Muskeln im Semi-Modernismus“, etwa in Coltranes „Impressions“ und Sonny Rollins’ „Airegin“. Aber der Swing käme nicht zu kurz, so der Autor, Getz brächte ihn beim ersten Set in lebhaften Interpretationen von Van Heusens/Burkes „Like Someone in Love“ und Gigi Gryces „Wildwood“ ausgiebig zur Geltung. Eine flammende Lesart von Dizzy Gillespies „Woody’n You“ zeige atemberaubendes Spiel Steve Kuhns. Einer der Höhepunkte im zweiten Set ist nach Ansicht des Autors „eine seidige Version des Balladen-Highlights ‚Spring Can Really Hang You Up The Most‘“; es sei eine der beseeltesten Darbietungen des Saxophonisten. Der Klang von Getz at the Gate sei warm, voll und kristallin; dieses Konzert sei eine wichtige Entdeckung, resümiert Jurek; „es beleuchtet eine historisch undurchsichtige, musikalisch abenteuerliche Periode in Getz’ Karriere, die den nicht eingeschlagenen Weg darstellt.“

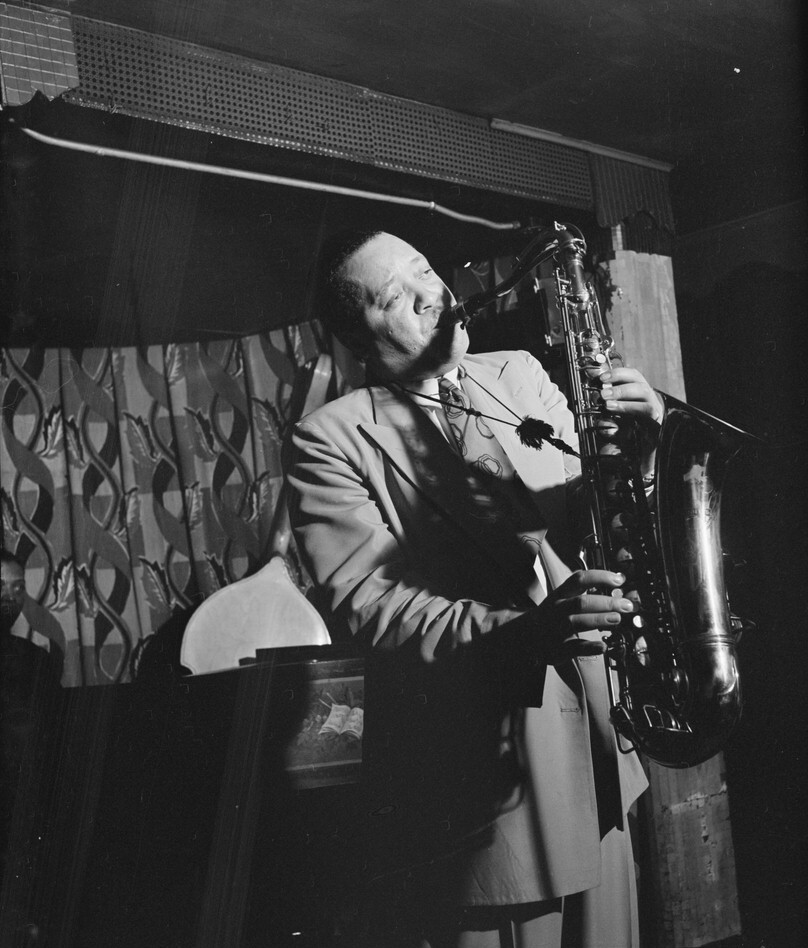
Lester Young, Auftritt im New Yorker Famous Door, ca. September 1946. Fotografie von William P. Gottlieb.

Nach Ansicht von Colin Fleming (JazzTimes) muss sich „jedes neu entdeckte Vintage-Live-Tape von Stan Getz […] einer beeindruckenden Konkurrenz stellen“. Mit dieser Band (Fleming hebt dabei vor allem Roy Haynes’ Leistung hervor, die Band anzutreiben) spiele Getz temporeich; Getz sei „ein Postbop-Mann, der Bebop machen will, könnte man sagen“. Er reißt durch „Airegin“, sein Ton wie eine vorrückende Böe durch einen Windkanal; in „Wildwood“ hingegen stellt Kuhn den Piano-Hintergrund für Getz’ taumelnde Kadenzen breit. „When the Sun Comes Out“ entfalte sich mit der mühelosen Leichtigkeit einer Chopin-Ballade, die sich natürlich nicht so leicht anfühlt, aber fest in der Ecke der Natur verankert ist als eine Art Musical. Viel sei aus Getz’ „Lester Young-Ismen“ gemacht, meint der Autor, „aber um es fußballerisch auszudrücken, er ist eher ein Typ, der es eilig hat - zumindest in dieser Nacht. Young ließ seine Momente auf sich wirken und wartete darauf, dass sich Lücken in der Musik entwickelten, in denen er dann seine Identität prägte, cool, wie Sie möchten, aber Getz blies mit dem Horn, als würden seine Noten Löcher in die Luft schlagen.“
Kevin Whitehead meinte im National Public Radio, Getz klinge so, als hätte er etwas zu beweisen, und erwähnt den Hintergrund dieser Aufnahmen: Drei Wochen zuvor hatte John Coltrane im Village Vanguard einen explosiven Set gespielt (Coltrane „Live“ at the Village Vanguard). Dann brachte The New Yorker eine große Geschichte über die mit Spannung erwartete Rückkehr des „Tenorkolosses“ Sonny Rollins nach zweijähriger Pause. Diese waren Getz’ Zeitgenossen, aber da er früher mit Aufnahmen begonnen hatte, zu einer Zeit, in der sich die Dinge schnell änderten, konnte er jetzt altmodisch wirken. Mit At the Gate habe Stan Getz versucht, diese Vorstellung zurückzudrängen, so der Autor. Es sei schwer zu übertreiben, was für ein großartiger Tenorsaxophonist Stan Getz war, denn an seinem Stil sei nichts veraltet. „Er hatte einen leichten, wunderschönen Ton, der große Zärtlichkeit vermitteln könnte. […] Und er hatte als Improvisator eine beneidenswerte melodische Vorstellungskraft. Sein Vorbild Lester Young ist für den Ausspruch bekannt, dass ein gutes Solo eine Geschichte erzählen müsse. Und Getz konnte eine Geschichte erzählen“, so Whitehead am Beispiel von Harold Arlens Ballade „When The Sun Comes Out“. Am Beispiel des „52nd Street Theme“ zeige der Pianist Steve Kuhn, dass er auch in der linearen Bebop-Sprache spielen konnte.
Nach Ansicht von George W. Harris (Jazz Weekly) befindet sich Getz zum Zeitpunkt des Mitschnitts in seiner Post-Swing-Phase, im West-Coast-Cool-Modus und vor seiner Bossa-Nova-Popularität. Harris hebt auf die Leistungen Kuhns und Haynes hervor, der beiden Alumni von John Coltrane, die hier, zusammen mit Neves ihre Treue zeigen, als Getz aussteigt und das Trio wild und eindringlich „Impressions“ ihres früheren Arbeitgebers interpretieren. Dies sei zwölf Minuten „vulkanische Lava!“ Haynes bekommt eine Zeit im Rampenlicht für ein bissiges Solo in „52nd Street Theme“.